# 21os Akatallilos
21os Akatallilos (греч. 21ος Ακατάλληλος, 21й расчётный) − восьмой студийный альбом греческого певца Сакиса Руваса, вышедший в 2000 году. Все песни исполнены на греческом языке. Получил статус платинового на Кипре и дважды платинового в Греции
Включает 13 треков, некоторые из которых исполнены в стиле рок.
В 2001 вышла также версия, с добавлением двух бонусных ремиксов.

## Список композиций
1. "Andexa"
2. "Se Thelo San Trelos"
3. "Askisi Ypotagis"
4. "Kanoume Onira"
5. "In’O,ti Kratisa"
6. "Sti Mama Sou"
7. "Voudhas"
8. "I Orea Kimomeni (Paramythi)"
9. "Kitaxe Me Sto Fos"
10. "Rezerva"
11. "I Fili ki Gnosti"
12. "Delfinaki"
13. "Akatallilos"